# چری بولت
چری بولت (انگلیسی: Cherry Bullet; کره‌ای: 체리블렛) گروه دخترانهٔ اهل کره جنوبی بود که زیر نظر اف‌ان‌سی انترتینمنت شکل گرفت و توسط لیبل زیرمجموعهٔ آن، اف‌ان‌سی دابلیو مدیریت می‌شد. گروه در ۲۱ ژانویه ۲۰۱۹ با انتشار نخستین آلبوم تک‌آهنگ خود به نام Let's Play Cherry Bullet فعالیت خود را آغاز کرد. این گروه هفت عضو داشت: هه‌یون، یوجو، بورا، جی‌وون، ره‌می، چه‌رین و می. در ابتدا گروه ده نفره بود و می‌ره، کوکورو و لین‌لین در دسامبر ۲۰۱۹ گروه را ترک کردند. در ۲۲ آوریل ۲۰۲۴ پس از اینکه چهار نفر از هفت عضو قرارداد خود را با اف‌ان‌سی فسخ کردند منحل شد.

## تبلیغات
جی‌وون و یوجو در کنار بی‌تی‌اس مدل‌هایی برای برند یونیفرم کره‌ای اسمارت در سال ۲۰۱۸ بودند. این اعضا در سال ۲۰۱۹ نیز برای این برند انتخاب شدند.

## اعضا
اطلاعات برگرفته از پروفایل اعضا در ناور است.

### اعضای فعلی
- هه‌یون (کره‌ای: 해윤) - لیدر، وکال
- یوجو (کره‌ای: 유주) - وکال، رپر
- بورا (کره‌ای: 보라) - وکال
- جی‌وون (کره‌ای: 지원) - وکال، رپر
- ره‌می (کره‌ای: 레미) - دنسر، وکال
- چه‌رین (کره‌ای: 채린) - دنسر، وکال
- می (کره‌ای: 메이) - وکال

### اعضای پیشین
- می‌ره (کره‌ای: 미래) - لیدر
- کوکورو (کره‌ای: 코코로) - دنسر، وکال
- لین‌لین (کره‌ای: 린린) - رپر، وکال